# Elevação e abaixamento de índices em tensores
A elevação e abaixamento de índices em tensores (ou lei de elevar e abaixar índices) é um método para construir isomorfismos entre espaços de tensores covariantes e contravariantes definidos sobre uma variedade riemanniana ou pseudoriemanniana {\displaystyle ({\mathcal {M}},g_{ij})}. Portanto para ser usado a elevação e abaixamento de índices é necessário utilizar o tensor métrico {\displaystyle g_{ij}\,} (e seu inverso {\displaystyle g^{ij}\,}, chamado co-tensor métrico).
Estas operações são muito úteis na teoria geral da relatividade onde qualquer grandeza física pode ser representada por tensores covariantes ou contravariantes indistintamente, e sem alterar o significado físico, segundo as necessidades do problema apresentado. Assim para qualquer grandeza física representada por um tensor de terceira ordem, pode ser representado por múltiplos conjuntos de grandezas relacionais devido à operação de "elevar e abaixar índices":
{\displaystyle T_{\alpha \beta \gamma },\ T_{\alpha \beta }{}^{\gamma },\ T_{\alpha }{}^{\beta }{}_{\gamma },\ T_{\alpha }{}^{\beta \gamma },\ T^{\alpha }{}_{\beta \gamma },\ T^{\alpha }{}_{\beta }{}^{\gamma },\ T^{\alpha \beta }{}_{\gamma },\ T^{\alpha \beta \gamma }}

## Definição formal
A operação de elevar e abaixar índices pode ser vista como uma contração do produto tensorial do tensor métrico {\displaystyle g_{ij}\,} ou o co-tensor métrico {\displaystyle g^{ij}\,} com outro tensor arbitrário. Estes tensores permitem definir um isomorfismo, chamado isomorfismo musical, entre o espaço tangente {\displaystyle T^{1}({\mathcal {M}})} em um ponto de uma variedade diferenciável {\displaystyle {\mathcal {M}}} e o espaço cotangente {\displaystyle T_{1}({\mathcal {M}})}:
{\displaystyle \phi _{g}:T^{1}{\mathcal {M}}\to T_{1}{\mathcal {M}},\quad (\phi _{g}(\mathbf {v} ))_{i}=g_{ij}v^{j}}
O isomorfismo inverso requer o uso das componentes do co-tensor métrico.
{\displaystyle \phi _{g}^{-1}:T^{1}{\mathcal {M}}\to T_{1}{\mathcal {M}},\quad (\phi _{g}^{-1}(\mathbf {\theta } ))^{i}=g^{ij}\theta _{j},\phi _{g}^{-1}=\phi _{g^{-1}}}
Em uma variedade riemanniana qualquer grandeza vetorial pode ser univocamente definida por um vetor (elemento do espaço tangente) ou uma 1-forma (elemento do espaço cotagente), já que entre ambos espaços existe um isomorfismo natural dado pelo tensor métrico, tal que fixada uma base do espaço cotangente fixa uma base do espaço tangente:
{\displaystyle \phi :T^{1}({\mathcal {M}})\to T_{1}({\mathcal {M}}),\qquad \mathbf {e} _{i}\mapsto \phi (\mathbf {e} _{i})=\sum _{j=1}^{n}g_{ij}\mathbf {e} ^{j}\ [\mathbf {e} ^{j}\in T_{1}({\mathcal {M}}),\ \mathbf {e} _{i}\in T^{1}({\mathcal {M}})]}
Uma notação frequente é emplegar os símbolos {\displaystyle \sharp } (sustenido) e {\displaystyle \flat } (bemol):
{\displaystyle \mathbf {V} ^{\flat }=\phi _{g}(\mathbf {V} ),\qquad {\boldsymbol {\omega }}^{\sharp }=\phi _{g}^{-1}({\boldsymbol {\omega }})}

## Expressão em coordenadas
Tendo em conta o anterior as componentes contravariantes (do vetor tangente) estão relacionadas com as componentes covariantes (da 1-forma) mediante a seguinte relação:
{\displaystyle X_{i}=g_{ij}X^{j}\,\qquad \phi (X^{j}\mathbf {e} _{j})=X^{j}\phi (\mathbf {e} _{j})=X^{j}(g_{ji}\mathbf {e} ^{i})=X_{i}\mathbf {e} ^{i}}
(onde se tenha feito uso da convenção do somatório de Einstein em relação ao índice j) e aqui as componentes {\displaystyle X^{j}\,} de um vetor (tangente) tenham sido substituídos por {\displaystyle X_{i}\,} que são as componentes de um covetor ou 1-forma associado ao mesmo vetor {\displaystyle \mathbf {X} =X^{j}\mathbf {e} _{j}}. Desde um ponto de vista físico a magnitude pode ser igualmente bem descrita pelas componentes {\displaystyle X^{j}\,} ou as componentes {\displaystyle X_{j}\,}.
O isomorfismo entre vetores tangentes e covetores cotangentes pode ser estendido a tensores de ordem superior a 1. Assim pode estender-se o isomorfismo anterior a uma coleção de isomorfismos de {\displaystyle T_{r}^{s}({\mathcal {M}})} a {\displaystyle T_{r'}^{s'}({\mathcal {M}})} sempre e quando se cumpra que {\displaystyle r+s=r'+s'\,}. Assim se por exemplo temos um tensor misto {\displaystyle \mathbf {A} ={A_{ijk}}^{l}\ \mathbf {e} ^{i}\otimes \mathbf {e} ^{j}\otimes \mathbf {e} ^{k}\otimes \mathbf {e} _{l}} e que portanto é 3-covariante e 1-contravariante podemos encontrar um tensor 4-covariante, cujas componentes sejam {\displaystyle A_{ijkl}\,} e a relação entre eles é
{\displaystyle A_{ijkl}=g_{ls}{A_{ijk}}^{s}}
onde novamente se está fazendo uso da convenção de Einstein com relação ao índice s.

## Aplicações
- Seguramente a aplicação mais importante da lei de elevação e abaixamento de índices é estender a definição de gradiente a espaços não-euclidianos como as espaços riemannianos ou calcular gradientes usando sistemas de coordenadas não cartesianas de maneira mais fácil. O gradiente de uma função escalar pode ser generalizado formalmente a variedades riemannianas {\displaystyle \scriptstyle ({\mathcal {M}},g)} da seguinte maneira:

{\displaystyle {\mbox{grad}}f=df^{\sharp }=\phi _{g}^{-1}(df),\qquad ({\mbox{grad}}f)^{i}=g^{ij}{\frac {\partial f}{\partial x^{i}}}\,}
- Outra aplicação é construir o traço de um 2-tensor simétrico. Se {\displaystyle \scriptstyle h} é um tensor simétrico e covariante de segunda ordem, então {\displaystyle \scriptstyle h^{\sharp }} é um tensor misto de tipo (1,1) para o qual pode ser definido o traço. Nessas condiciones se define o traço de {\displaystyle \scriptstyle h} em relação a {\displaystyle \scriptstyle g} como:

{\displaystyle {\mbox{tr}}_{g}\ h:={\mbox{tr}}\ h^{\sharp }=h_{i}^{i}=g^{ij}h_{ij}}